# André Favory
André Favory, född 9 mars 1888, död 5 februari 1937, var en fransk konstnär.
Favory stod nära de båda konstriktningarna expressionism och kubism. Han ägnade sig åt såväl landskaps- som figurmåleri. Hans arbeten kännetecknas av sin stiliserade komposition och sin klara lysande färg med rött och blått som dominerande toner. Favory är representerad på Moderna museet  och Göteborgs konstmuseum.